# Alvesta (plaats)
Alvesta is de hoofdplaats in de gemeente Alvesta in het landschap Småland en de provincie Kronobergs län in Zweden. De plaats heeft 7647 inwoners (2005) en een oppervlakte van 608 hectare.

## Verkeer en vervoer
Bij de plaats lopen de Riksväg 25, Riksväg 27 en Länsväg 126.
De plaats heeft een station aan de spoorlijnen Katrineholm - Malmö en Göteborg - Kalmar / Karlskrona. 